# Alyssa Healy
Alyssa Jean Healy (* 24. März 1990 in Gold Coast, Australien) ist eine australische Cricketspielerin die seit 2010 für die australische Nationalmannschaft spielt.

## Kindheit und Ausbildung
Healy ist Tochter von Greg Healy, der für Queensland spielte und Nichte von Ian Healy, der als Wicket-Keeper in der Australische Cricket-Nationalmannschaft spielte. Sie begann das Cricket-Spiel, nachdem sie mit der Familie nach Sydney umzog, und sorgte für Aufsehen, als sie mit 17 Jahren von ihrer Schule in die erste Jungen-Mannschaft berufen wurde.

## Aktive Karriere

### Anfänge in der Nationalmannschaft
Healy gab ihr Debüt in der Nationalmannschaft auf der Tour gegen Neuseeland, wobei sie ihr erstes WODI und WTwenty20 absolvierte. Ein Jahr später gab sie auch ihr Debüt im WTest-Cricket auf der Tour gegen England. Auf der Tour in Indien im März 2012 konnte sie mit 90 und 54* Runs zwei Half-Centuries in den WTWenty20s erreichen. Im Dezember 2012 gelang ihr ein solches auch mit 62* Runs im WODI gegen Neuseeland. In der Folge spielte sie regelmäßig in der Nationalmannschaft auf der Position der Wicket-Keeperin, konnte jedoch nur selten größere Beiträge als Batterin leisten. So war sie unter anderem Teil des Teams das den ICC Women’s World Twenty20 2012 und 2014 gewann.

### Aufstieg zur internationalen Spitze
Dies änderte sich im Jahr 2017. Der Startschuss war dabei der Women’s Cricket World Cup 2017, wo ihr gegen Pakistan mit ein Fifty über 63* Runs. Zu Beginn der Saison 2017/18 gegen England zwei Half-Centuries erreichen (56 und 71 Runs). Im Februar 2018 konnte sie dann im dritten WODI in Indien ihr erstes Century über 133 Runs aus 115 Bällen erreichen und wurde dafür als Spielerin des Spiels ausgezeichnet. Im Herbst 2018 konnte sie dann das Batting dominieren. Zunächst erzielte sie zwei Fifties (57 und 67 Runs) in den WTwenty20s gegen Neuseeland und wurde dafür als Spielerin der Serie ausgezeichnet. Auf der anschließenden Tour gegen Pakistan in Malaysia konnte sie erst ein Half-Century im dritten WODI (97 Runs) und dann noch mal zwei weitere in der WTwenty20-Serie erzielen (59 und 67* Runs), was ihr abermals die Auszeichnung als Spielerin der Serie einbrachte.
Es folgte der ICC Women’s World Twenty20 2018. Nachdem sie im Eröffnungs-Spiel gegen Pakistan 48 Runs erreichte, konnte sie im zweiten Spiel gegen Irland mit 56* Runs aus 31 Bällen das schnellste Half-Century bei einem WTwenty20-Weltmeisterschaftsturnier erzielen. Im nächsten Spiel gegen Neuseeland folgte dann ein weiteres Half-Century über 53 Runs, bevor im Halbfinale gegen die West Indies noch einmal 46 Runs folgten. Für diese vier Spiele wurde sie jeweils als Spielerin des Spiels ausgezeichnet. Im Finale gegen England steuerte sie zum Titelgewinn noch einmal 22 Runs bei und wurde für diese Leistungen als Spielerin des Turniers ausgezeichnet.

### Weiterer Erfolg bei der WTwenty20-Weltmeisterschaft
Im Sommer 2019 konnte sie auf der Tour in England konnte sie zunächst in der WODI-Serie zwei Fifties erreichen (66 und 68 Runs), bevor ihr auch ihr erstes Fifty in einem WTest gelang (58 Runs). Darauf konnte sie bei der Tour in den West Indies in der WODI-Serie zunächst ein Century über 122 Runs aus 105 Bällen, gefolgt von zwei Half-Centuries (58 und 61). Im zweiten WTWenty20 konnte sie dann noch ein weiteres Fifty über 58* hinzufügen. Direkt im Anschluss traf sie mit dem Team auf Sri Lanka, wobei ihr zunächst ein Century über 148 Runs aus 61 Bällen im dritten WTwenty20 gelang, und damit einen Weltrekord im WTWenty20 aufstellte. In der WODI-Serie konnte sie dann im zweiten Spiel ein Half-Century über 69 Runs erreichen, bevor ihr im dritten Spiel ein weiteres Century über 112 Runs aus 76 Runs gelang.
Im Frühjahr 2020 folgte der ICC Women’s T20 World Cup 2020. Gegen Indien konnte sie im Eröffnungs-Spiel 51 Runs erreichen, was jedoch nicht zum Sieg reichte. Gegen Bangladesch folgte Ein weiteres Fifty über 83 Runs, wofür sie als Spielerin des Spiels ausgezeichnet wurde. Im Finale traf man dann erneut auf Indien und Healy konnte mit einem Fifty über 75 Runs einen wichtigen Beitrag zum Gewinn des Titels leisten, und wurde dafür als Spielerin des Spiels ausgezeichnet.

### Weitere Titelgewinne
Nach der Pause auf Grund der COVID-19-Pandemie konnte sie im Oktober 2020 ein Half-Century über 87 Runs gegen Neuseeland erreichen. Im Frühjahr 2021 gelang ihr selbiges bei der Tour in Neuseeland, als sie im ersten WODI 65 Runs erzielte. Zum Beginn der Saison 2021/22 gelangen ihr dann gegen Indien 77 Runs im ersten WODI. Beim Women’s Cricket World Cup 2022 erzielte sie in der Vorrunde gegen Pakistan und Indien jeweils ein Fifty über 72 Runs. Im Halbfinale gegen die West Indies gelang ihr dann ein Century über129 Runs aus 107 Bällen und sie wurde als Spielerin des Spiels ausgezeichnet. Im Finale gegen England erzielte sie dann beim Titelgewinn ein weiteres Century über 170 Rusn aus 138 Bällen und sie wurde als Spielerin des Spiels und auch des Turniers ausgezeichnet. Auch war sie Teil der Mannschaft die bei den Commonwealth Games 2022 den Titel erringen konnte, auch wenn sie dort weit weniger herausragte.

## Privates
Healy heiratete im Jahr 2016 ihren Lebenspartner, den Cricket-Spieler Mitchell Starc.